# Manora (Paquistão)
Manora é uma praia e península do sul do Paquistão. A península tem 2,5 km² e fica situada a sul do porto de Karachi, Sindh. Manora está ligada ao continente por um caminho de 12 km de comprimento chamado Sandspit. Manora e as ilhas próximas formam uma barreira protetora entre o porto de Karachi a norte e o Mar Arábico a sul. A baía a oeste do porto contém manguezais em perigo em perigo de extinção que limitam com bancos de areia e a ilha de Manora. A leste fica a baía de Karachi, e as praias de Kiamari e Clifton.